# Satira
Satira (z lat. (lanx) satura – všehochuť) je způsob literárního, výtvarného nebo dramatického vyjádření, využívající komičnosti a výsměchu ke kritice nedostatků a záporných jevů jednotlivců, institucí či samotné společnosti. Občas satira má za cíl nejen kritiku, ale zlepšení společnosti, např. inspirace sociálních reforem.
Charakteristickým rysem satiry je použití silné ironie nebo sarkasmu. Podle literárního kritika Northropa Frye „v satiře je ironie útočná.“ V satirické řeči a psaní jsou často používány parodie, karikatura, hyperbola, dysfemismus, přirovnání, dvojsmysl a další tropy. Satira může využívat různé tóny od pobavení až po nenávistné rozčilení, od vtipu po invektivy, případně takové druhy humorů jako jsou reflexní, černý, šibeniční humor atd.
Satirické jádro může být přítomné v dílech jakéhokoli žánru. Avšak v literatuře se satira často objevuje jako samostatný žánr, vzniklý ve starověkém Římě. V současné době se satira vyskytuje v mnoha uměleckých formách vyjádření, včetně literatury, divadelních představení, filmových a televizních pořadů, internetových memů, komentářů, her nebo textů písní.

## Klasifikace

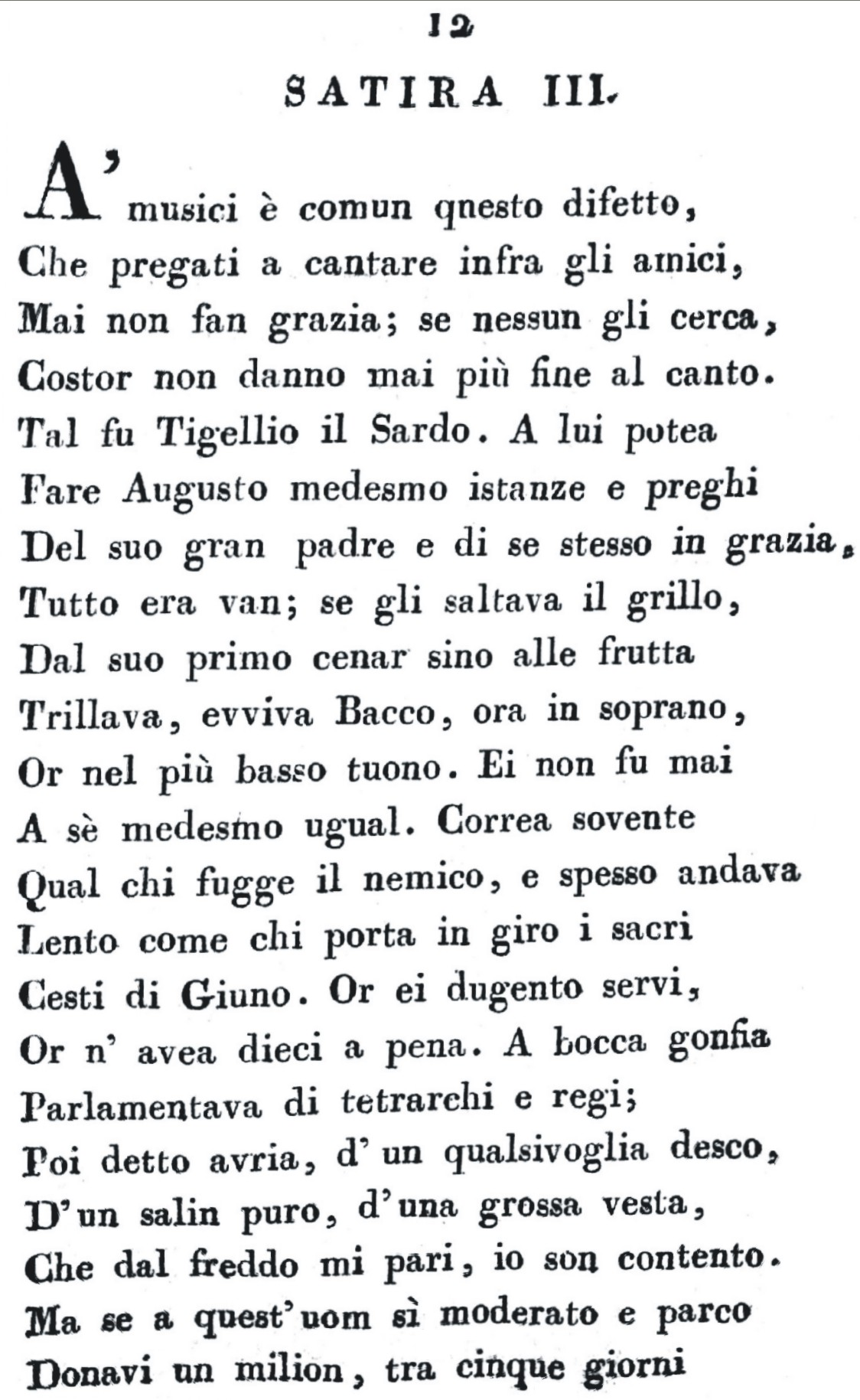
Le satire e l'epistole di Q. Orazio Flacco, 1814.

### Satirické styly
Styly satiry z historického hlediska lze běžně kategorizovat jako menippský, horatiovský a juvenálský. Tyto style jsou převážně pojmenovány podle jednotlivých autorů, kteří se satirou zabývali.

#### Menippská satira
Nejstarším a nejdéle žijícím podžánrem satiry je menippská satira. Menippská satira byla založena řeckým filosofem, představitel kynizmu, Menippem z Gadar. Termín poprvé použil římský právník Varro, který tento styl imitoval. Menippská satira se vyznačuje tím, že útočí spíše na myšlenkové postoje než na konkrétní jednotlivce nebo entity. Charakterizace v menippské satiře je více stylizovaná než naturalistická a představuje lidi jako ztělesnění myšlenek, které personifikují. Michail Bachtin v menippské satiře vidí kulturní „karnevalový princip“, který hraje ústřední roli v národních kulturách Evropy.

#### Horaciovská satira
Horaciovská satira je pojmenována po římském satirikovi Horaciovi. Horaciovská satira je definována jako mírná, plná humoru a smích má být hlavní zbraní vyhánějící nerozum z lidských myšlenek. Tento satirický styl používá vtip, nadsázku a sebepodceňující humor k tomu, co označuje za bláznovství, spíše než za zlo. Sympatický tón horatiovské satiry je v moderní společnosti běžný. Cílem horaciánského satirika je léčit situaci spíše úsměvy než hněvem. Horaciovská satira je jemnou připomínkou, že život je třeba brát méně vážně, a vyvolává ironický úsměv.

#### Juvenalská satira
Juvenálská satira je pojmenovaná podle spisů římského satirika Juvenála. Používá mnohem přísnější a bolestivější metody. Na rozdíl od Horacia, Juvenal prostřednictvím svých satir útočil na veřejné činitele a vládní organizace a považoval jejich názory nejen za špatné, ale také za zlé. V návaznosti na tuto tradici juvenalská satira oslovuje vnímané sociální zlo prostřednictvím opovržení, pohoršení a brutálního výsměchu. Tato forma je často pesimistická, s menším důrazem na humor. Juvenalskou satiru charakterizuje použití sarkasmu a osobních invektiv. To ji spojuje s dřívější formou satiry propagované Aristofanem, která byla založena na osobních útocích. Cílem juvenalního satirika je obvykle vyvolat nějaký druh politické nebo společenské změny, proto takto bývá často nazývána silně polarizovaná politická satira.

## Základní témata satiry
Druhy satiry lze také klasifikovat podle témat, kterými se zabývá. Od nejstarších dob, přinejmenším od uvedení Aristofanových her, patří mezi základní témata satiry politika, náboženství a sexualita. Částečně proto, že se jedná o nejpalčivější problémy, které ovlivňují každého, kdo žije ve společnosti, a částečně proto, že jsou tato témata obvykle tabuizována.

### Politická satira
Politika v širším slova smyslu je považována za prvořadé téma satiry. Politická satira se zaměřuje na chování politiků a neřesti politických systémů. Satira je definována i prostředím a časem, ve kterém vzniká. Politická satira častěji nevzniká v období benevolentního liberalismu, ale spíše v obdobích poznamenaných omezenými možnostmi vyjadřování vlastního názoru či v období politického útlaku. Kenneth Burke tvrdí, že satirik hledá nejen způsob, jak vyjádřit svůj nesouhlas, ale také hledá risk a snaží se uniknout trestu.
Podle M. J. C. Hodgarta mezi satirou a politikou existuje podstatné spojení. Za prvé, satira je nejběžnější formou politické literatury. Za druhé, je to nejpolitičtější část veškeré literatury, protože se snaží ovlivňovat chování veřejnosti. V kontextu politické satiry je důležité vidět rozdíl mezi vlastně satirou a škádlením (anglicky teasing, italsky sfottò). „Sfottò“ je prastará forma šaškárny, komedie bez podvratného ostří satiry. Škádlení je vtipný výsměch, obvykle se skládá z napodobování někoho pomocí vnějších atributů (způsob oblékání, chování, hlas a chůze, fyzické vady apod.) Na rozdíl od satiry škádlení se nikdy nedotýká klíčového problému, nikdy nepředstavuje vážnou kritiku a nikdy neškodí ideologii a mocenské postavení. Sfottò namířený proti mocnému jedinci spíše přitahuje k němu sympatie společnosti. Například Hermann Göring podporoval žerty a vtipy proti sobě s cílem polidštit svůj obraz.

### Náboženská satira
Satira, která míří na duchovenstvo, je satirou na náboženské či duchovní přesvědčení. Náboženská satira se někdy nazývá filozofická satira. Příkladem může být Voltaireův Candide.

### Satira mravů
Satira mravů nebo satira každodenního života obvykle kritizuje způsob života prostých lidí. To ji spojuje s komedií mravů, která se poprvé objevila v britském divadle okolo roku 1620. Ale na rozdíl od komedie mravů, obecně přijímající pravidla společenské hry, je satira naopak popírá a relativizuje. Jedním z rysů satiry mravů může být i sprostý humor, spojený se sexem a skatologií. Skatologie má dlouhodobou asociaci se satirou jako klasický způsob grotesky. Exkrementy symbolizují smrt, podle Kellyho Anspaugha „vrcholně mrtvý objekt“. Svými skatologickými tropy je například známa pozdně středověká fiktivní postava Tilla Eulenspiegela.

## Přehled dějin a vývoje světové satiry

### Starověk

#### Egypt
Jeden z možných prvních příkladů toho, co by se dalo nazvat satirou, je staroegyptské didaktické literární dílo z počátku 2. tisíciletí př. n. l. nazvané Satira řemesel.  Má formu poučení a složil ji písař jménem Kheti pro svého syna Pepiho. Kheti negativně popisuje řadu řemesel, aby představil v příznivém světle povolání písaře. Egyptologové se ale neshodnou na tom, zda text byl zamýšlen jako satirický. Papyrus Anastasi I (konec 2. tisíciletí př. n. l.) obsahuje satirický dopis, který nejprve chválí přednosti svého příjemce, ale poté se vysmívá čtenářovým skrovným znalostem a úspěchům.
Ze sedmadvaceti ilustrací Turínského erotického papyru (cca 1150 př. n. l.) má patnáct z nich pravděpodobně satirický obsah. Papyrus se skládá ze dvou částí, z nichž jedna obsahuje dvanáct erotických vinět, a druhá zobrazuje zvířata plnící různé lidské úkoly. Erotické scény jsou patrně komické a anekdotické. Zvířecí vzory mohou představovat přísloví nebo příběhy, které se dnes ztratily. Přesný význam scén Turínského papyru není jasný, ale někteří badatelé předpokládají, že obrázky obsahují politickou či náboženskou satiru.

#### Řecko
Řekové neměli slovo pro to, co by se později nazývalo „satira“. Používaly se termíny cynismus a parodie. Moderní kritici označují řeckého dramatika Aristofana za jednoho z nejznámějších raných satiriků: jeho hry jsou známé svou politickou a společenskou kritikou. Řecký dramatik Menandros ve svých komediích převzal oplzlý styl Aristofanových her. Jeho raná hra Opilost obsahuje útok na politika Callimedona. Dalším slavným řeckým satirikem byl Menippos z Gadar. I když se jeho díla nedochovala, podle Menippa získal své jméno nejrozšířenější podžánr menippské satiry.

#### Řím
Za vynálezce žánru poetické řimské satiry může být považován Lucilius. Jako první vtiskl hrubé neumělecké směsici, známé Římanům pod jménem satura, charakter agresivní a cenzurní kritiky osob, morálky, mravů, politiky a literatury. Zanechal po sobě třicet knih satiry, z nichž se dochovaly jen zlomky (1378 veršů). Mezi významné satiriky římské literatury patří Horacius a Juvenalis, kteří působili v prvních stoletích římské říše. Hexametrové Horáciovy Satiry jsou zábavná, ale vážná díla přátelského tónu, podle kterých tento podžánr byl pojmenován jako Horatiovská satira. Juvenalis je zakladatelem ostré politické a sociální satiry.  Psal básně ve veršované formě daktylského hexametru. Pravdivé příběhy Luciana jsou příkladem literární satiry proti starověkým zdrojům, které jako pravdu popisují fantastické a mytické události. Jak poznamenal B. P. Reardon, „především je to parodie na literární ‚lháře‘ jako jsou Homér a Hérodotos“. 

#### Čína
Tradice Satiry, neboli fengci (諷刺) (což znamenalo „kritizovat pomocí ódy“), jak se jí říká v čínštině, sahá přinejmenším ke Konfuciovi a je zmíněna v Knize písní (cca 6. století př. n. l.). Text Zhuangzi (4. století př. n. l.) poprvé definuje koncept bajky nebo yuyan (寓言), filozofické krátké anekdoty, obsahující mravní výchovu nebo varovnou moudrost, obvykle plné satirického obsahu. Během dynastie Qin a Han však koncept yuyan většinou vymřel v důsledku těžkého pronásledování disentu a literárních kruhů.

### Středověk

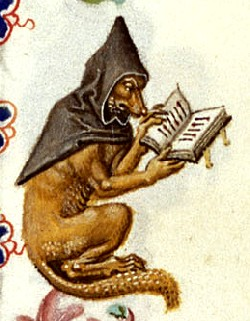
Liška v mnišské kápi (ilustrace na okraji knihy hodinek). Utrecht, cca 1460

Příkladem satiry raného středověku v Evropě jsou písně středověkých potulných básníků, goliardů a vagabundů, které se proslavily zejména díky antologii Carmina Burana. Tento soubor básní z 11.–13. století, sepsaný kolem roku 1230, mimo jiných obsahoval i Carmina moralia et satirica (písně poučné a satirické). Jedním z representantů morální satiry byl Étienne de Fougères a jeho Livre des Manières neboli Kniha mravů (cca 1178). Je to reflexe tehdejší společnosti, moralizující a uspořádaná podle představ duchovního.
Významnými satirickými díly vrcholného středověku byly povídky o Lišce Reynardovi, což je literární cyklus středověkých alegorických holandských, anglických, francouzských a německých bajek. Příběhy o podvodníku Reynardovi satirizovaly tehdejší třídní systém. Různé třídy v nich prezentovala určitá antropomorfní zvířata. Nizozemský překlad Van den vos Reynaerde (autor Willem die Madoc maecte) je považován za hlavní středověké holandské literární dílo.

### Renesance
Nejvýznačnějšími satiriky Evropy v období Renesance byli Giovanni Boccaccio a François Rabelais.

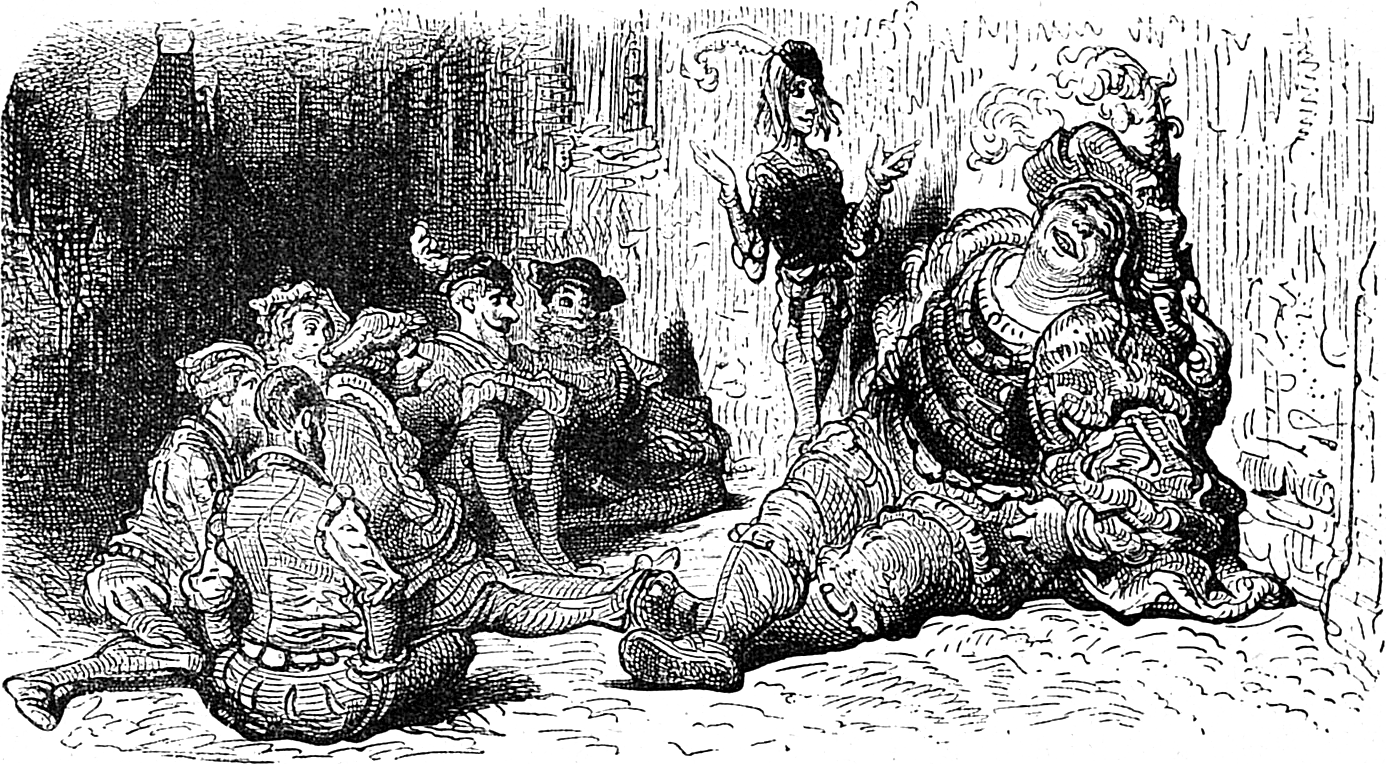
Ilustrace Gustave Doré k dílu Gargantua a Pantagruel, 1901.

Boccaccio ve svém Dekameronu (1348–1353) vystupoval proti středověkému asketismu, jedovatě se vysmíval prodejnému duchovenstvu a ostře napadal šlechtické darmošlapy. Dekameron ovlivnil řadu dalších literárních děl, například Canterburské povídky (1387) Geoffrey Chaucera.  Canterburské povídky jsou ovšem příkladem morální satiry, která zesměšňovala nevhodné chování v křesťanských termínech. Druhým napodobením Boccacciu je Heptaméron (1558) Markéty Navarrské.
Gargantua a Pantagruel (1534) je pětidílný románový cyklus Francoise Rabelaise, který byl částečně inspirován tehdy oblíbenou lidovou četbou o životě obrů. Obsahuje satiru na všechny oblasti této doby a středověkého myšlení. Jedná se o ukázkový příklade "menippské" satiry.  Mezi významné díly renesanční satiry Německa patří Loď bláznů (1494) Sebastiana Branta a Chvála bláznivosti (1509) Erasma Rotterdamského. Zaměřují se především na humanistickou kritiku zvyků a neřestí svých současníků, které se snaží s didaktickou přísností zdokonalovat. Příběhy z dolnoněmeckého folkloru o Tillu Eulenspiegelovi (počátek 16. století) je příkladem jiné satirické tradice, lidové a karnevalové.

### Reformace
Reformace objevila satiru jako novinářský prostředek polemické agitace ve sporu o křesťanskou doktrínu. Satirické polemiky a letáky směřovaly podle náboženské příslušnosti jejich autorů proti katolické církvi (Erasmus, Ulrich von Hutten, sbírka satirických latinských dopisů Epistolæ Obscurorum Virorum) nebo proti představitelům reformace (Thomas Murner). Obrazové satiry z období reformace byly vydávány a distribuovány ve velkém množství a v nejrůznějších především hrubých lidových výtiscích. Přesto byly karikatury často z důvodu sebeochrany publikovány anonymně. Existují zprávy o trestech odnětí svobody pro ilustrátory, tiskaře a kolportéry za jejich „pomlouvačné spisy“.  V Bernu protikatolické satirické karnevalové hry Niklasa Manuela pomohly reformaci dosáhnout průlomu. 

### Osvícenství a romantismus
V období osvícení se satira používala jako častý didaktický nástroj určený k podpoře filozofických a vzdělávacích cílů osvícenství, což mělo za důsledek zejména mohutný rozvoj satiry politické. 

#### Evropské země
Satirická díla se vyskytují u nejznámějších francouzských osvícenců, jako byli Montesquieu (Perské listy, 1721), Voltaire (Candide, 1759) a Denis Diderot (Rameauův synovec, 1761–1776). V Německu osvícenecký aforista a vědec Georg Christoph Lichtenberg popularizoval krátký, uhlazený aforismus. I jeho populárně vědecké články vynikají vtipem i satirou. K satirickým spisům lze počítat i xenie Friedricha Schillera a Johanna Wolfganga von Goetheho. Jejich špičaté epigramy byly zaměřeny především na kolegy básníky a bezprostřední novinářské oponenty. Současně se rozvíjel literárně teoretický zájem o satiru. Johann Georg Sulzer ve svém díle Obecná teorie výtvarného umění (1771–74) už nedefinoval satiru formou, ale spíše obsahem. Schiller teorií satiry věnoval práci O naivní a sentimentální poezii: Satirická poezie (1795).

#### Velká Británie a Irsko

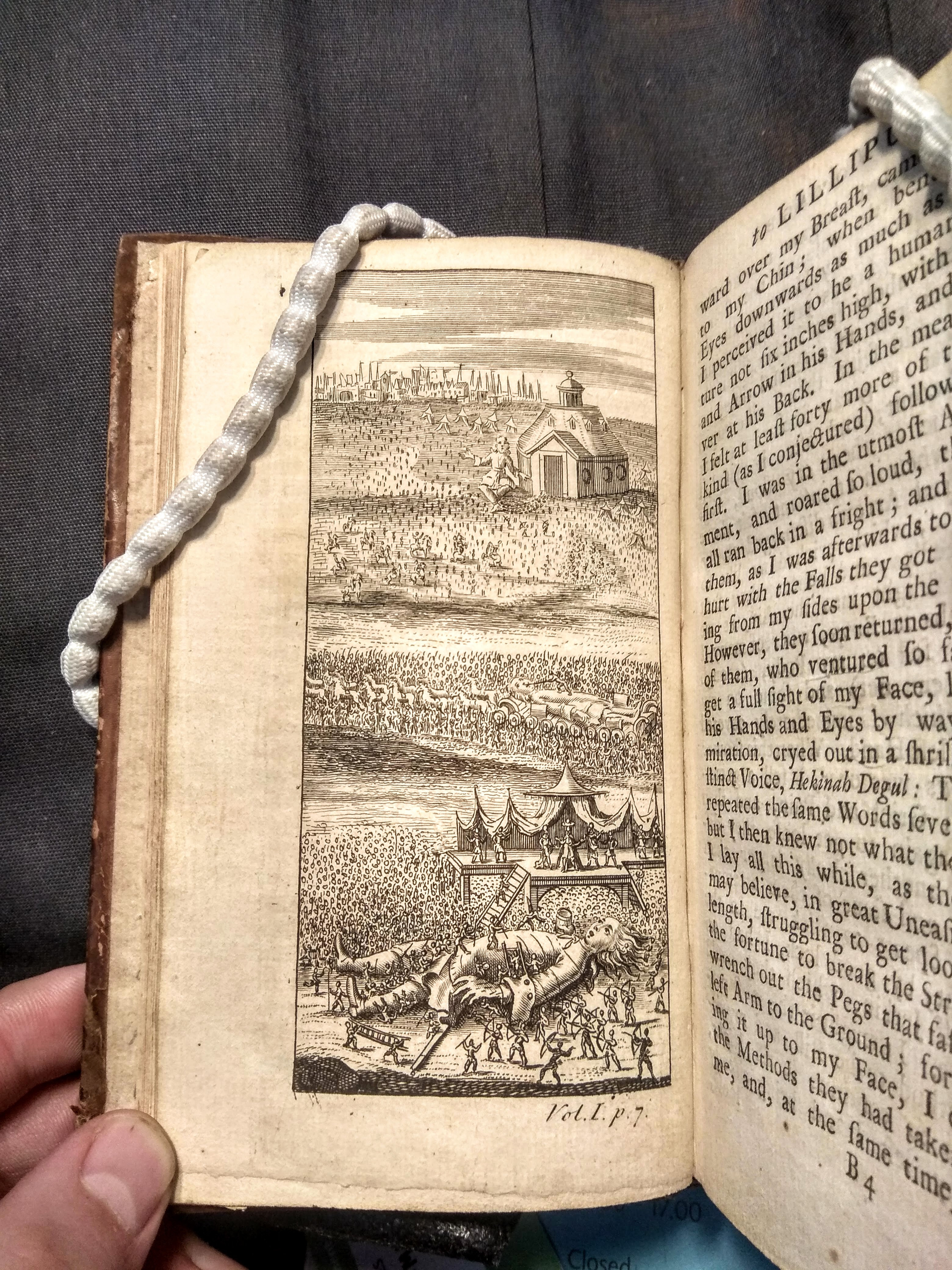
Gulliverovy cesty, ilustrace z r. 1727.

V alžbětínské Anglii se satira typicky vyskytovala ve formě hrubých a ostrých pamfletů a používala spíš přímočaré prostředky než jemnou ironii. Během osvícenství anglická satira vzkvetla, z velké části díky politickému boji dvou politických stran: toryů a whigů. V této době začala satira plnit svou původní funkci: kritiku okolní reality, a především politického stavu v zemi. Nápadné příklady takové satiry najdeme u Jonathana Swifta, Daniela Defoe (The True-Born Englishman, 1701, Krátký proces s odpadlíky, 1702), Johna Arbuthnota, Johna Drydena (Mac Flecknoe, 1682 a literární eseje o vzniku a vývoji satiry) a Alexandra Popea. Přelomu 17. a 18. století byl přechodem od „horatiovské“ jemné pseudosatiry ke kousavé „juvenalské“ satiře.
Pope byl satirik známý svým „horatiovským“ satiristickým stylem. Neútočil aktivně na vyšší třídu, spíše ji jemně kritizoval, a přesto dokázal veřejnosti účinně osvětlit morální degradaci společnosti.
Jonathan Swift byl jedním z největších anglo-irských satiriků a jedním z prvních praktikujících novinářskou satiru. Ve své knize Gulliverovy cesty (1726–1735) píše o nedostatcích lidské společnosti obecně a anglické společnosti zvlášť. Předzvěstím vývoje politických karikatur v Anglii byla obrazová satira Williama Hogartha. Později se politická karikatura vyvíjela v dílech londýnského malíře a grafika Jamesa Gillraya. Jeho karikatury vyzývaly krále (Jiří III), ministerské předsedy a generály (zejména Napoleona) k odpovědnosti. Gillrayův vtip a bystrý smysl pro humor z něj učinily předního karikaturistu své éry.

### 19. století
19. století se vyznačovalo rozmachem společensky kritické a politické satiry. Sociologicky to lze vnímat jako reakci na tlak na parlamentarismus a demokracii napříč Evropou a na vznik celého spektra politických hnutí.

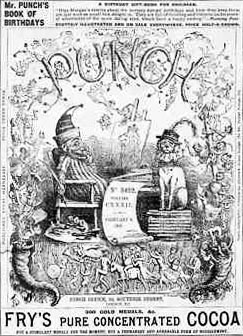
Obálka časopisu Punch, 1867

Důležitým krokem pro rozvoj satiry stali i šíření gramotnosti a vynálezy lepších tiskařských technik (rychlolisy, rotační tisk). Ty způsobily rozmach periodik, včetně novin a časopisů satirického směru. Právě v tomto flexibilním časopisovém médiu se objevily nové formy satiry. K literární satiře se připojilo vizuální médium, sociální a politická karikatura. K satirickým ilustrovaným časopisům té doby patří francouzský Le Charivari (1832–1937), označeny jako „Londýnské Charivari“ anglický Punch (od roku 1841) a konkurenční humoristický časopis Fun (od 1861), německé protiburžoazní Létající listy (1845–1928) a buržoazně-konzervativní Kladderadatsch (1848–1944). V tradici swiftovské žurnalistické satiry Sidney Godolphin Osborne, který byl autorem jedovatých „Dopisů redaktorovi“ londýnských Times. Osborneova satira juvenalského módu byla hořká a kousavá.
Jedním ze slavných představitelů satirické politické poezie byl Heinrich Heine. Jeho satirický epos Atta Troll (1842) atakoval německou politiku doby Vormärzu a Zimní pohádka (1844), namířena proti Prusku, ostře kritizovala církev a společenské podmínky v Německu. Romanopisci různých literárních směrů (především realismu) často používali satiru jako nástroj odhalení a léčby sociálních problémů. Satirické rysy najdeme v románech Charlese Dickense, Williama Thackeraye, Gustava Flauberta a dalších.
V Ruské říši nejvýznamnějšími satiriky byli reprezentanti menippského stylu Nikolaj Gogol (Revizor, 1836 a Mrtvé duše, 1842–1846) a ostřejšího juvenalského Michail Saltykov-Ščedrin (Dějiny jednoho města, 1869–1870; Pompaduři a pompadurky, 1863–1874). Největším satirikem Spojených států byl novinář a spisovatel Mark Twain. Nejvíc se projevil jako satirik v románech Pozlacený věk (1873) a Dobrodružství Huckleberryho Finna (1884), které se vyznačují přesným pozorováním a ostrou kritikou americké společnosti. Twainův mladší současník esejista a novinář Ambrose Bierce se proslavil jako cynik, pesimista a černý humorista svými temnými, hořce ironickými příběhy (Ďáblův slovník, 1906).
V divadelním umění obsahovaly satirické prvky jak společensky kritická dramata (hry Antona Čechova, Gerharta Hauptmanna aj.), tak i lehké divadelní komedie (např. Oscara Wilde). Od sklonku 19. století získávají popularitu ve velkých městech jako večerní zábava kabarety. Kabaretní scénické programy často používaly zcela bojovnou satirou, např. první politický kabaret v Německu, v Mnichově uvedený program Jedenáct katů.

#### Literatura

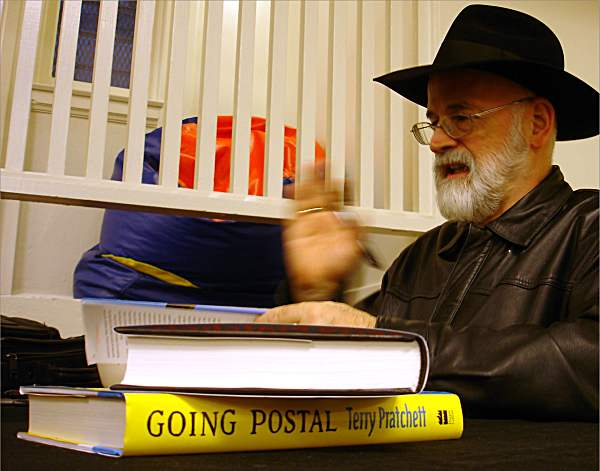
Terry Pratchett (Park Branch Library, San Francisco, 2005).

### 20. století a současnost

#### Noviny
Tradice satirických časopisu pokračovala i v 20. století, i když některé z nich zažily těžkou dobu německé nacistické a pak sovětské cenzury. Rakouský spisovatel a novinář Karl Kraus, který se svým časopisem Die Fackel (1899–1936) vytvořil vlastní veřejné fórum pro kritiku jazyka, společnosti a žurnalistiky, je dodnes jedním z nejcitovanějších satiriků.
V Německu po roce 1933, za diktatury národního socialismu, bylo vydávání satirických časopisů přerušeno a mnozí autoři byli vyhnáni do exilu. Některé časopisy, jako například Simplicissimus (1896–1944), nadále existovaly, ale byly upraveny a opatřeny obsahem, který byl loajální k režimu. Po druhé světové válce, od 60. let vznikla skupina spisovatelů a ilustrátorů nová Frankfurtská škola, která založila satirický časopis Titanic, který vychází měsíčně dodnes. Jediným satirickým časopisem v NDR byl Eulenspiegel. Vznikl v 1954 roce jako sovětský propagandistický časopis, avšak přežil až do současnosti.
Známý anglický magazín Punch skončil v roce 1992 z ekonomických důvodů. Známými moderními satirickými časopisy jsou dnes Mad Magazine (od r. 1952) vydávaný v New Yorku, francouzský protinábožensky a levicově orientovaný časopis Charlie Hebdo (od r. 1970), španělské online-media El Mundo Today (od r. 2009) a další.

#### Internet
Velmi oblíbenou formou moderní satiry v současnosti jsou fake news. Media americké společnosti The Onion od roku 2007 publikuje satirické zprávy, audio a video online o aktuálních mezinárodních a místních událostech, skutečných a fiktivních. Podle jejich vzoru byly v roce 2012 založeny francouzské satirické noviny falešných informací Le Gorafi (přesmyčka Le Figaro). V prostředí ruskojazyčného internetu od roku 2017 funguje Informační agentura falešných zprav Panorama, jejímž heslem je „předcházíme událostem“. Stránka byla inspirována skutečnými zprávami moderního Ruska, které „nelze číst bez smíchu (nebo slz, podle toho, jak to vnímáte)“.  Současná doba internetu a neomezené dostupnosti poskytuje satiře v masmédiích hodně nástrojů. Satira se vyskytují v blozích na sociálních sítích, pořadech na YouTube (např. kanál Screen Junkies) nebo v podobě podcastů.

#### Performativní umění a televize
Novinkou performativního umění 20. století byla stand-up comedy. Je to forma komediálního vystoupení, kdy komik ve stoje před živým publikem přednáší humorné či satirické monology, příběhy apod. Významnější osoby tohoto umění jsou považovány za praotce stand-up humoru americký kontroverzní komik Lenny Bruce a americký satirik, herec, spisovatel George Carlin. Stand-up comedy se z původních kaváren a komediálních klubů (jako americké The Improv a Dangerfield's) dostala i do televizí různých zemí včetně Česka (Comedy Club na Paramount Network). Pozoruhodným příkladem moderní satiry v televizním vysílání je pořad The Colbert Report, kde vymyšlená postava Stephen Stephena Colberta ztvárňuje sebevědomého republikánského televizního moderátora.
Populárním satirickým žánrem jsou animované seriály, jako Simpsonovi Matta Groeninga a Městečko South Park Treya Parkera a Matta Stonea. South Park se stal nechvalně známým svou vulgaritou a černým, surrealistickým humorem, který satirizuje širokou škálu problémových společenských témat jako rasismus, antisemitismus, homofobie, sexismus, politická korektnost atd. V současnosti je oblíbený také žánr mockumentary sérií s fiktivní postavou Philomenou Cunk (Diane Morgan), jako je Cunk on Britain nebo Cunk on Earth, které jsou satirou na vědecké dokumenty.

#### Kinematografie

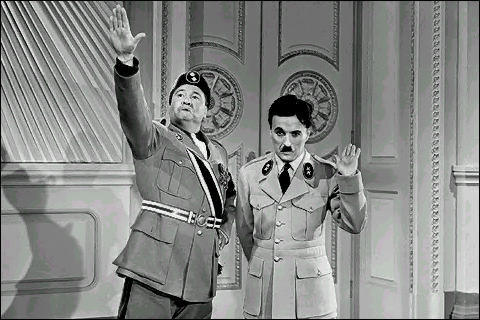
Charlie Chaplin a Jack Oakie ve filmu Velký diktátor (1940).

Satira se poměrně často vyskytuje i v kinematografii. I když na ni lze jen částečně nahlížet jako na samostatný filmový žánr, přesto je součástí mnoha filmů. Charlie Chaplin byl jedním z prvních, kdo bral celovečerní filmy vážně jako satirické médium. Vytvořil satirická mistrovská díla Moderní doba (1936) a parodie na Adolfa Hitlera Diktátor (1940). Mezi divoké satirické komedie patřily grotesky bratří Marxových.
Mezi další významné představitele filmové satiry od 50. let 20. století patřili klasikové Luis Buñuel, Billy Wilder, Stanley Kubrick. Film Kubrika Dr. Divnoláska aneb Jak jsem se naučil nedělat si starosti a mít rád bombu (1964) s Peterem Sellersem v hlavní roli byl populární satirou na studenou válku. Tento film měl přímý vliv na komediální skupinu Monty Python, která se proslavila svými televizním seriálem Létající cirkus a filmy. Britský časopis Empire nazval film Monty Python: Život Briana (1979) „bezkonkurenční satirou na náboženství.“ Členem skupiny byl režisér a výtvarník Terry Gilliam, který v roce 1985 natočil svůj vlastní satirický fantastický film Brazil.
Satiru na mediálně řízený svět obsahují například filmy The Truman Show (1998) Petera Weira, brutální a černá společenská satira Klub rváčů (1999) Davida Finchera, nebo film Adama McKaye K zemi hleď! (2021).